# Garelli Eureka
Die Garelli Eureka war ein in verschiedenen Ausführungen produziertes Mofa des italienischen Herstellers Garelli, das von 1972 bis 1979 gefertigt wurde. Die Modellreihe wurde als preisgünstigere Alternative zur bestehenden Gulp-Serie entwickelt und richtete sich vor allem an junge Fahrer sowie Nutzer im urbanen Umfeld.

## Geschichte
Die Eureka wurde als Weiterentwicklung des klassischen offenen Rahmenkonzepts von Garelli entworfen. Im Gegensatz zur Gulp verfügte sie über einen neu entwickelten, horizontal liegenden Zweitaktmotor mit 49 cm³ Hubraum. Ab 1972 kamen verschiedene Versionen auf den Markt: darunter die Eureka Flex, die Eureka Matic mit Zweigang-Automatik-Getriebe sowie die gehobene Eureka Lusso mit Aluminiumzylinder.
Die Eureka war für ihren robusten Aufbau und die einfache Wartung bekannt. Produziert wurde das Modell nicht nur in Italien, sondern auch in Lizenz in Brasilien und Argentinien. Sie wurde 1979 von der weiterentwickelten Modellreihe Garelli Katia abgelöst.

## Technische Daten
| Merkmal               | Angabe                                       |
| --------------------- | -------------------------------------------- |
| Motor                 | 2-Takt, Einzylinder, luftgekühlt             |
| Hubraum               | 49 cm³                                       |
| Bohrung × Hub         | 40 mm × 39 mm                                |
| Verdichtung           | 7,5 : 1                                      |
| Leistung              | 1,5 kW (2,0 PS) bei 4500/min                 |
| Zündung               | Magnetzündung (Schwunglicht)                 |
| Vergaser              | Dell’Orto SHA 14/12                          |
| Motorschmierung       | Gemischschmierung 1 : 25 (Öl-Benzin-Gemisch) |
| Kupplung              | automatische Fliehkraftkupplung im Ölbad     |
| Getriebe              | keine Gänge                                  |
| Antrieb               | Kette                                        |
| Startsystem           | Pedale                                       |
| Rahmen                | Stahlrohrrahmen                              |
| Vorderradaufhängung   | Teleskopgabel                                |
| Hinterradaufhängung   | starr                                        |
| Reifen                | 2 × 16" (2,25 × 16) vorn und hinten          |
| Bremsen               | Trommelbremse vorn und hinten                |
| Gewicht               | ca. 39 kg                                    |
| Höchstgeschwindigkeit | 40 km/h bis 55 km/h (Sportmodell)            |
| Verbrauch             | ca. 1,5 l/100 km                             |
| Tankinhalt            | 3,2 Liter                                    |

## Varianten
- Eureka Flex – einfache Ausführung
- Eureka Matic – 2-Gang-Automatik Schaltung
- Eureka Lusso – Luxusmodell mit Aluminiumzylinder